# David van der Plas
David van der Plas (1647–1704) fut un peintre portraitiste de l'Âge d'or de la peinture néerlandaise.